# Маковщизна (Підляське воєводство)
Маковщизна (пол. Makowszczyzna) — село в Польщі, у гміні Віжайни Сувальського повіту Підляського воєводства.
Населення — 50 осіб (2011).
У 1975-1998 роках село належало до Сувальського воєводства.

## Демографія
Демографічна структура станом на 31 березня 2011 року:
|          | Загалом | Допрацездатний вік | Працездатний вік | Постпрацездатний вік |
| -------- | ------- | ------------------ | ---------------- | -------------------- |
| Чоловіки | 24      | 3                  | 18               | 3                    |
| Жінки    | 26      | 7                  | 14               | 5                    |
| Разом    | 50      | 10                 | 32               | 8                    |